# Кара-Джыгач (Чуйская область)
Кара-Джыгач (кирг. Кара-Жыгач) — село в Аламудунском районе Чуйской области Кыргызстана. Административный центр Кара-Джыгачского аильного округа. Код СОАТЕ — 41708 203 826 01 0.

## Население
По данным переписи 2009 года, в селе проживало 5149 человек.

## Известные жители
- Абдылдаев, Мыктыбек Юсупович (р. 1953) — Генеральный прокурор Кыргызстана (2002—2005), депутат Жогорку Кенеша (с 2015).
- Маджинов, Руслан Муратович (р. 1971) — борец вольного стиля, призёр чемпионата Азии.
- Кулийпа Кондучалова (15 июня 1920, село Кара-Жигач, Пишпекский уезд, Семиреченская область, Туркестанская АССР — 7 сентября 2013, Бишкек) — советский киргизский государственный деятель, министр иностранных дел (1953—1963) и министр культуры Киргизской ССР (1958—1980). Герой Киргизской Республики(2010).